# قلعة مورتون كوربيت
قلعة مورتون كوربيت (بالإنجليزية: Moreton Corbet Castle)‏ هي قلعة من التراث الإنجليزي تقع قرب قرية مورتون كوربيت بإنجلترا، وتبعد مسافة 8 أميال شمال شرق مدينة شروزبري، تُصنف القلعة على أنها بناء مدرج. حدثت فيها تخريبات بين فترتي العصور الوسطى والعصر الإليزابيثي ولم تستخدم القلعة منذ القرن الثامن عشر.

## التاريخ

### العصور الوسطى

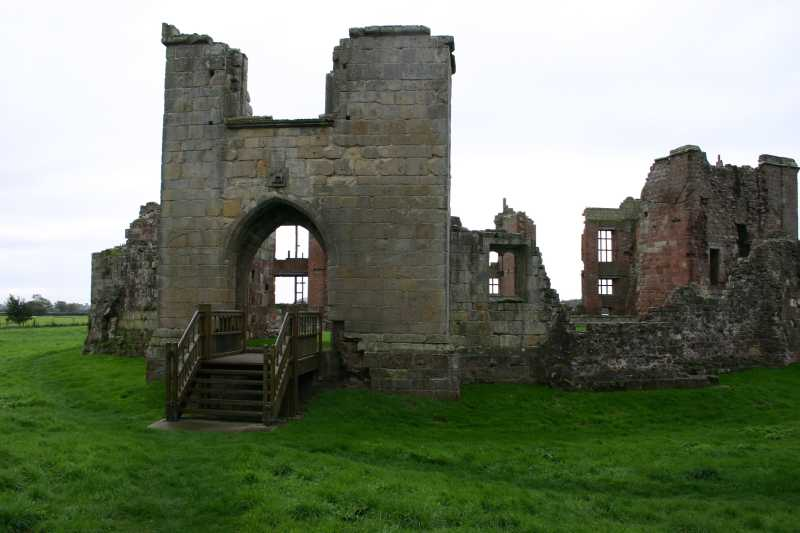
بوابة القلعة في القرن 16

سنة 1068م كان الأنجلوسكسونيون يعيشون في مورتون كوربيت، ويعتقد أنهم كانوا يملكون بناء محصناً، وفي أواخر القرن الثالث عشر تم استبدالهم بإنجليزيين آخرين، بيتر توريت الذي كان ملك موترون كوربيت في سنة 1166 ومن المحتمل أنه قد عاش في القلعة، في فبراير 1216 اقتحم ويليام مارشال الثاني القلعة لأجل جون ملك إنجلترا ضد بارثولوميو توريت، وفي ذلك الوقت كانت القلعة معروفة باسم مورتون توريت. توفي بارثولوميو سنة 1235 وورث صهره ريشارد دي كوربيت القلعة وغير اسمها إلى مورتون كوربيت.

### البيت الإليزابيثي

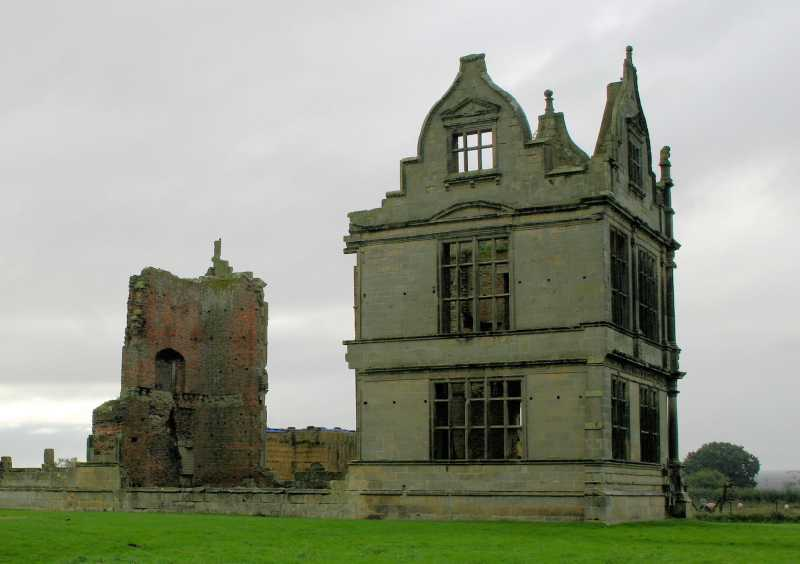
البناء الإليزابيثي

في القرن 16 أجرى السير أندرو كوربيت بعض التعديلات في المدخل الرئيسي والحدود الخارجية، وعندما توفي سنة 1579م قام ابنه روبرت كوربيت الذي كان متأثرا بالعمارة الكلاسيكية ببناء بيت جديد حول القصر لكنه توفي بسبب الطاعون سنة 1583.

### الحرب الأهلية
أثناء الحرب الأهلية الإنجليزية تم استخدام القلعة كحصن دفاعي. كانت قلعة مورتون كوربيت تحت الهجوم في أكثر من مناسبة وتدمرت بشكل كبير أثناء القتال حتى تم الاستلاء عليها من قبل القوات البرلمانية.

## الوضع الحالي
رغم إصلاح القلعة بعد الحرب الأهلية إلا أنه قد هُجرت في القرن 18 ودمرت جزئياً. ما زالت القلعة مملوكة لعائلة كوربيت لكن يتم إدارتها من قبل مؤسسة التراث الإنجليزي.

### القلعة مسكونة بالأرواح
يقال أن القلعة مسكونة بشبح شخص يدعى بول هولميارد الذي كان تطهيرياً، في الوقت الذي كان التطهيريون مضطهدين منح فينسينت كوربيت الحماية لبول، ولكن عندما أصبح التطهيريون متعصبين أحس فينسينت أنه لا يستطيع تقديم الحماية لهولميارد وأجبره على الرحيل، اتخذ هذا الأخير من الغابة القريبة للقلعة مأوى له وبينما كان كوربيت خارجاً لعنه بتعويذة ما، ومذاك لم يعش فينسينت كوربيت في البناء أبدا.